# Wilhelm Siegfried Stavenhagen
Wilhelm Siegfried Stavenhagen (* 27. September 1814 in Goldingen, Kurland; † 8. Januar 1881 in Mitau ebenda) war ein deutsch-baltischer Bildhauer und Zeichner.

## Leben
Stavenhagen war der Sohn des Juristen und Leihbibliothekars Ulrich Gotthard und der Juliana Kupffer.
Er besuchte 1834 Akademie der Künste in St. Petersburg, musste seine Ausbildung aber Krankheitsbedingt unterbrechen. Nach einem Aufenthalt in Deutschland 1846, wurde Stavenhagen Schüler bei Eduard Schmidt von der Launitz. Dieser empfahl ihn an die Akademie der Künste in München, wo er dann auch von 1847 bis 1849 studierte.
Seit 1850 wirkte Stavenhagen als Bildhauer in Mitau, zeichnete Stadt- und Landansichten in den Ostseeprovinzen, vermählte sich 1866 mit Anna von Bordelius und lebte schließlich seit 1873 in Goldingen. Ebenfalls sind von ihm einige Bildnisbüsten bekannt.

## Werke
- Album baltischer Ansichten, nebst erläuterndem Text von verschiedenen Verfassern. 3 Bände, Mitau 1857–1867
- Album Kurländischer Ansichten, in Stahl gestochen und gedruckt von Gustav Georg Lange, mit erläuterndem Text von verschiedenen Verfassern. Mitau 1866
- Album Livländischer Ansichten, in Stahl gestochen und gedruckt von Gustav Georg Lange, mit erläuterndem Text von verschiedenen Verfassern. Mitau 1866
- Album Ehstländischer Ansichten, in Stahl gestochen und gedruckt von Gustav Georg Lange, mit erläuterndem Text von verschiedenen Verfassern. Mitau 1867
- Neues Album baltischer Ansichten nach Zeichnungen von Wilhelm Siegfried Stavenhagen, herausgegeben und eingeleitet von Carl Meißner, Reval: Franz Kluge, 1913[2]

## Galerie

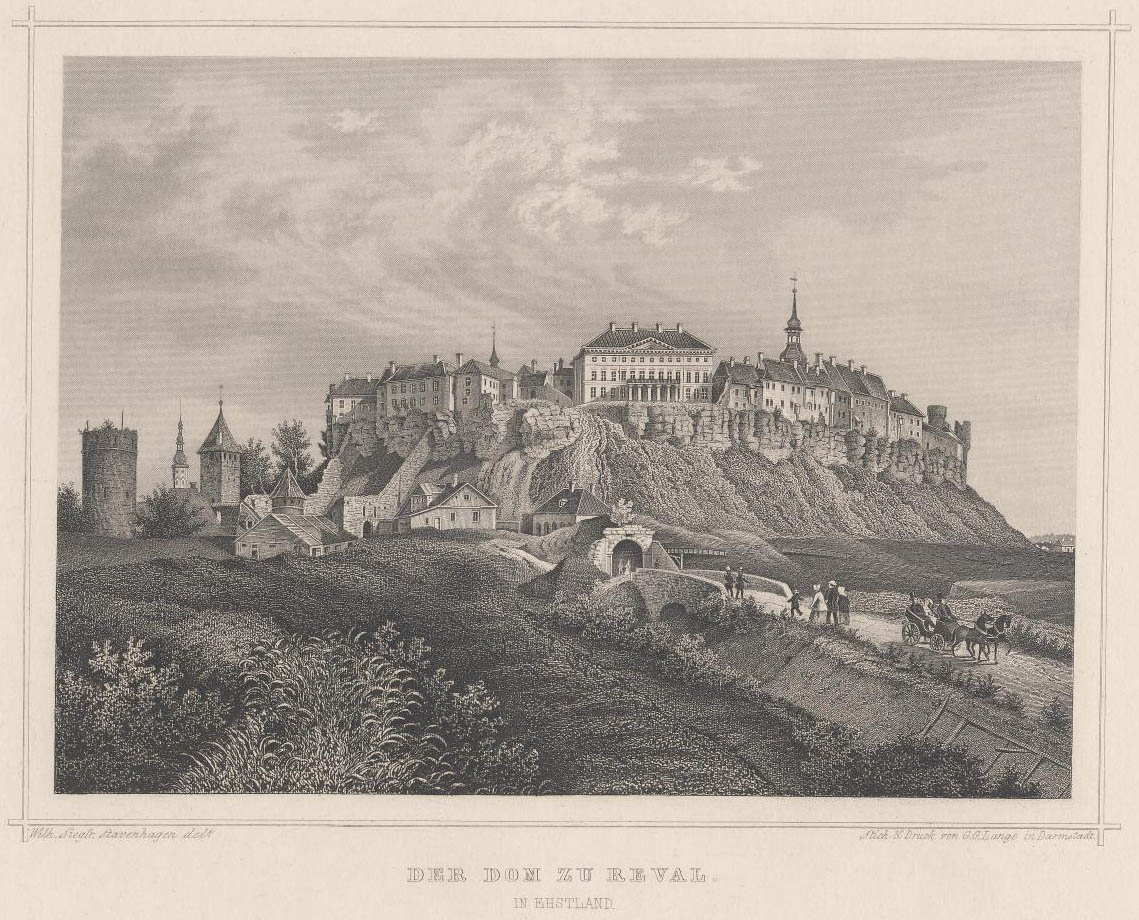
Der Dom zu Reval
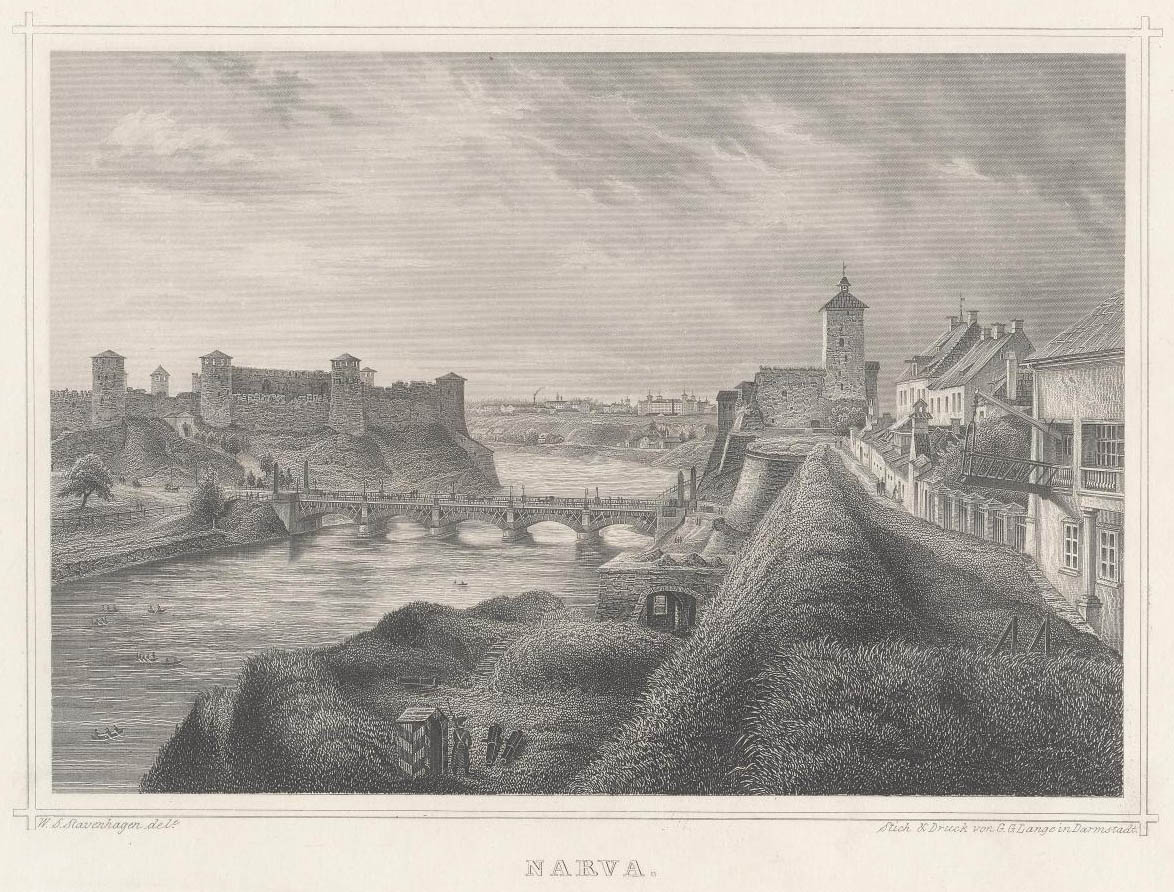
Narwa (1860)
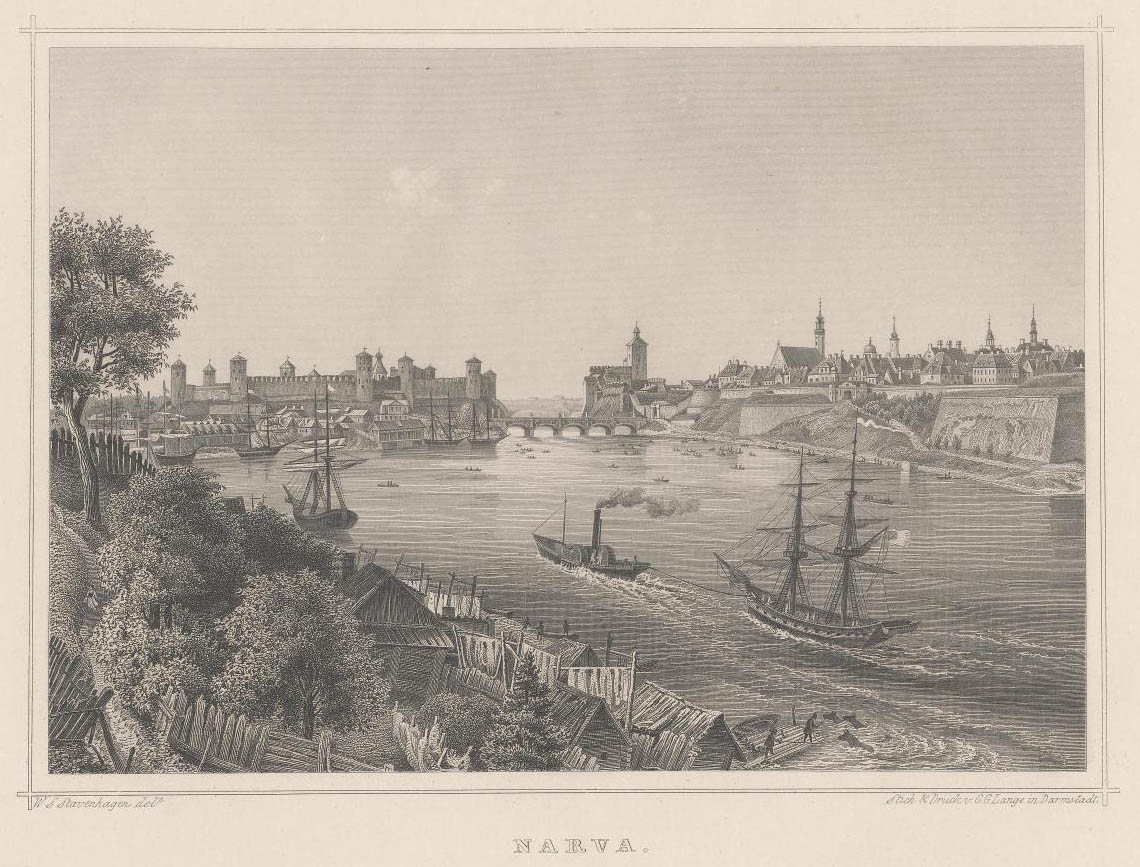
Narwa
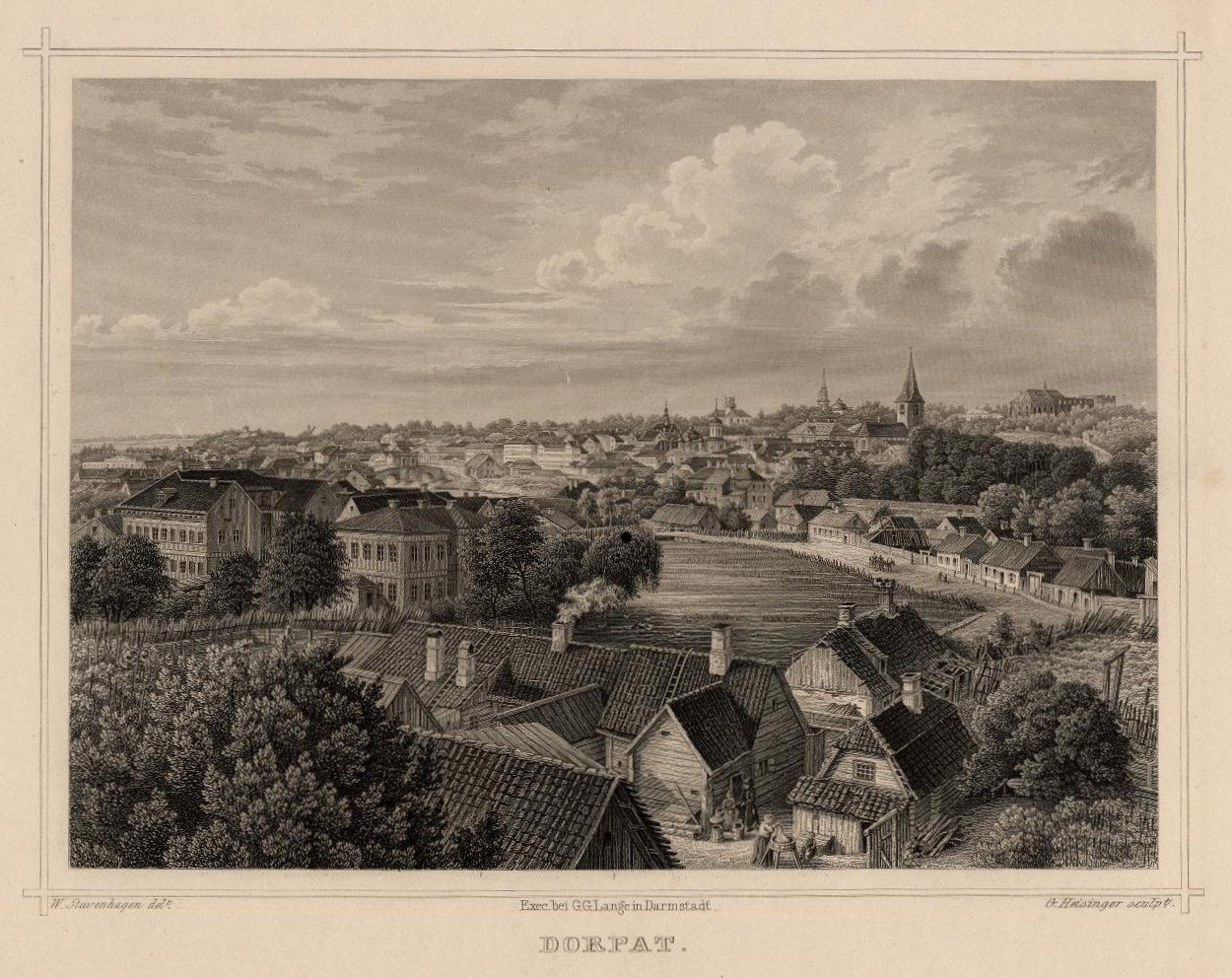
Dorpat (1866)
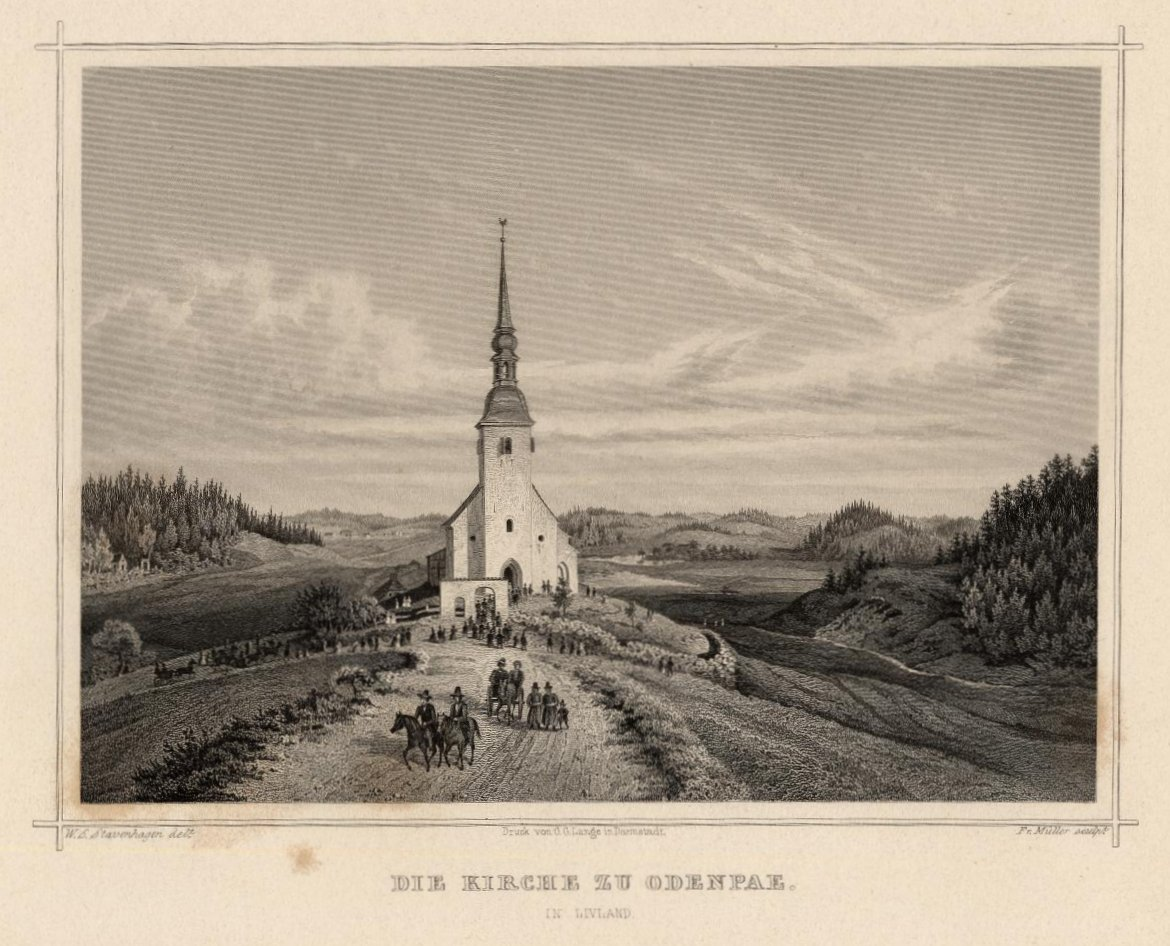
Kirche in Odenpäh
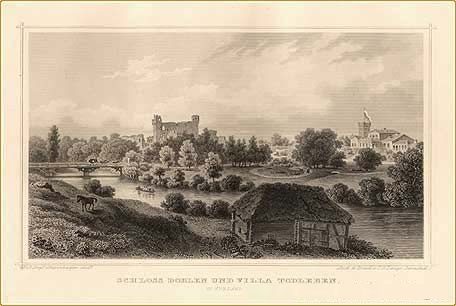
Doblen